# Pier Luigi Ciriaci
Pier Luigi Ciriaci (auch Pierluigi Ciriaci, * 4. Juli 1946 in Rom; † 6. März 2009) war ein italienischer Filmschaffender.

## Leben
Ciriaci war Student an der Scuola Statale di Cinematografia, die er mit einem Diplom für Kameraarbeit abschloss. Seit 1968 war er in vielfältigen Funktionen beim Film beschäftigt, zunächst als Produktionsmitarbeiter und als Vertriebsleiter der Realtà Cinamatografica, bis er ab 1984 etliche Actionfilme unter dem Pseudonym Frank Valenti inszenierte, die meist Söldnerthemen zum Inhalt hatten und in Ostasien spielten. Ab 1994 war er Regieassistent etlicher junger Regisseure.

## Filmografie (Auswahl)

### Regisseur
- 1986: Delta Force Commando (Delta Force Commando)
- 1987: Running Hero (Soldier of fortune)
- 1988: War Bus II (Afghanistan Connection)
- 1989: Delta Force Commando II (Delta Force Commando II)

### Produzent
- 1986: The Messenger (The messenger)